# Vooruitzichttheorie
De vooruitzichttheorie, beter bekend als prospect theory, stelt dat de voorkeur van beslissingen bij onzekerheid afhankelijk is van de omstandigheden. Zo is de inschatting van kansen en risico’s niet absoluut, maar relatief ten opzichte van de voorgaande situatie. Daarbij speelt het zekerheidseffect een rol waardoor zekerheden zwaarder worden gewogen dan kansen. Mensen nemen grotere risico's op vlak van verlies dan bij winst waar mensen voor zekerheid kiezen.
Deze belangrijke theorie voor de gedragseconomie werd in 1979 voorgesteld door Daniel Kahneman en Amos Tversky als alternatief voor de verwachte nutshypothese (expected utility hypothesis). Deze hypothese van Daniel Bernoulli uit 1738 was lange tijd de dominante verklaring voor beslissingen waarbij de uitkomst onzeker is. Daarbij werd uitgegaan van een agent die volledig rationeel handelt. Daarmee is de hypothese de basis van de rationele-keuzetheorie, een van de belangrijkste theorieën van de sociale wetenschappen.
In de theorieën wordt veelal gesproken over risico. Er kan daarbij echter onderscheid worden gemaakt tussen risico en onzekerheid, meer specifiek Knightiaanse onzekerheid. Daarbij is risico meetbaar, terwijl dat voor onzekerheid niet het geval is.

## Bernoulli

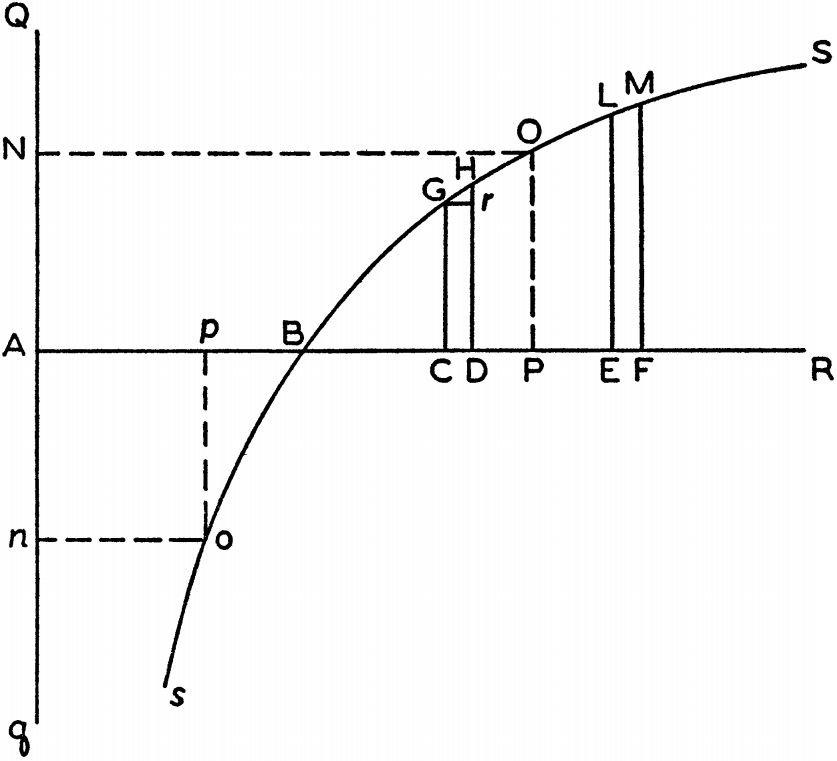
Op de horizontale as is de rijkdom uitgezet en op de verticale as het nut. AB is daarbij de aanvankelijke rijkdom. Bij toenemende rijkdom neemt het nut minder snel toe, volgens Bernoulli met een logaritmische functie.

Voor Bernoulli was men er van uitgegaan dat kansspelen werden beoordeeld op basis van de wiskundige verwachting. Deze is het gewogen gemiddelde van alle mogelijke uitkomsten waarbij de weging afhankelijk is van de kans dat een bepaalde uitkomst zich voordoet. In de Sint-Petersburgparadox is de wiskundige verwachting van de winst oneindig, zodat van de speler een maximale inzet wordt verwacht.
Bernoulli loste de paradox op door te stellen dat kansen verschillend worden beoordeeld op basis van de morele verwachting. Hij gebruikte hierbij het voorbeeld van een loterijlot dat met gelijke waarschijnlijkheid ofwel niets ofwel twintigduizend dukaten oplevert, met dus een gewogen gemiddelde van tienduizend dukaten. Hij stelt dat een zeer arme man het lot desondanks voor negenduizend dukaten zal willen verkopen, terwijl een rijke man het voor die prijs zal willen kopen. Hoewel de objectieve waarde - de prijs - voor beiden gelijk is, is de subjectieve waarde - emolumentum, ongelukkig genoeg vertaald als utility (nut) op aanraden van Savage - dat niet, aangezien de relatieve positie de arme man veel meer verbetert met negenduizend dukaten dan die van de rijke man. Het nut - vroeger de morele verwachting genoemd - is dus afhankelijk van de omstandigheden waarin iemand zich bevindt en verklaart het mijden van risico van de arme man en het risico zoeken van de rijke man. De hypothese van Bernoulli bleek daarmee goed in staat om zaken te verklaren als waarom verzekeringen worden afgesloten. Voor kansspelen was dit echter juist een slechte verklaring. In plaats van een concave logaritmische functie, past daar een convexe functie omdat er grote waarde wordt gehecht aan een kleine kans op een grote winst.

## Terugkeer naar Bernoulli
In 1944 publiceerden Von Neumann en Morgenstern Theory of Games and Economic Behavior. Dit werk werd de basis van de zeer invloedrijke speltheorie. Uit redenen van simplificatie grepen zij hiervoor terug naar objectieve waarde zoals voor Bernoulli gebruikelijk was:
We wish to concentrate on one problem which is not that of the measurement of utilities and of preferences and we shall therefore attempt to simplify all other characteristics as far as reasonably possible. We shall therefore assume that the aim of all participants in the economic system, consumers as well as entrepreneurs, is money, or equivalently a single monetary commodity.
De homo oeconomicus streefde bij hen dus naar maximalisatie van geld, maar verwarrend genoeg noemden zij dit utility of nut.

## Winst en verlies

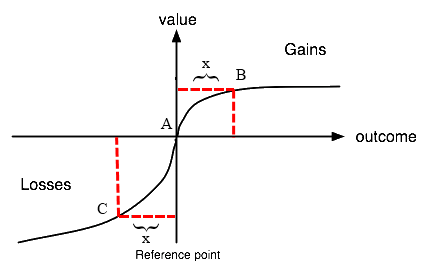
De objectieve waarde x is positief en negatief gelijk, maar de subjectieve ervaring is groter aan de negatieve zijde AC dan aan de positieve zijde AB.

De nieuwe opvattingen over nut bleken zoals eerder zaken onverklaard te laten. Daarnaast bleken ook nieuwe problemen niet verklaard te kunnen worden, zoals de Allais-paradox. Kahneman en Tversky brachten daarop in 1979 de subjectieve waarde van Bernoulli terug, maar beschouwden daarbij het effect van winst en verlies als niet als gelijk. Uit onderzoek van Kahneman en Tversky bleek dat de waarde die aan verlies wordt gehecht veelal groter is dan de waarde die wordt toegekend aan winst. Mensen nemen liever grote risico's wanneer het gaat om verliezen en kleinere risico's bij winsten. Mensen vermijden dus liever verliezen, ook als dit gepaard gaat met grote onzekerheid.